# Danijel
Danijel je moško osebno ime.

## Izvor imena
Danijel je svetopisemsko ime in izhaja prek latinskega Daniel, Danielis in grškega Δανιηλ (Daniēl) iz hebrejskega imena Daniéi/Danijjél v pomenu besede »Bog sodi« oziroma »Bog je moj sodnik«.

## Različice imena
- moške različice imena: Dan, Dani, Danče, Danči, Dančo, Dane, Danej, Danek, Daniel, Daniele, Danilo, Danjel
- ženske različice imena: Danijela, Danjela, Daniela

## Tujejezikovne različice imena
- pri Angležih, Čehih, Nemcih, Norvežanih, Poljaki, Švedih: Daniel  (pri Angležih itd. tudi Danny)
- pri Nizozemcih: Daniël
- pri Italijanih: Daniele
- pri Rusih: Дании́л (Дани́л, Дани́ла) (slovenjeno v Danjil)
- pri Srbih, Črnogorcih itd.: Danilo

## Pogostost imena
Po podatkih Statističnega urada Republike Slovenije je bilo na dan 1. januarja 2013 v Sloveniji število moških oseb z imenom Danijel: 3.717. Med vsemi moškimiimeni pa je ime Danijel po pogostosti uporabe uvrščeno na 69. mesto.

## Osebni praznik
V koledarju je poleg svetopisemskega Danijela, ki goduje 21. julija in 11. decembra še več svetih Danijelov: 3. januarja (Danjel mučenec v Padovi), 16. februarja (Danjel, mučenec v Cezareji), 10. julija (Danjel, mučenec v Nikopoli), 10. oktobra (Danjel, maroški mučenec).

## Priimki nastali iz imena
Iz imena Danijel  so nastali priimki: Danč, Dane, Dani, Danič, Dančič, Danih, Danik, Danijel, Danujelič, Daniš, Danjko, Dankovec, Danša, DanevDanevčič, Tanko in drugi.

## Zanimivosti
- V Sloveniji je 11 cerkva sv. Danijela. Po njih se imenujejo tudi kraji: Sv. Danijel, Šentanel in Štanjel.
- Sv. Danijel je bil četrti izmed štirih velikih starozaveznih prerokov. Upodabljajo ga kot mladeniča s frigijsko čepico, ki sedi v levji jami skupaj s štirinogim ovnom. Velja ta zavetnika rudarjev in planincev.